# Kapela sv. Terezije Avilske u Zagrebu
Kapela sv. Terezije Avilske katolička je kapela koja se nalazi u zagrebačkoj četvrti Maksimir u naselju Jazbina. Sastavni je dio župe Remete te se smatra područnom kapelom. U funkciju je stavljena u sedamdesetim godinama 20. stoljeća kada je glavna jazbinska cesta bila obični neasfaltirani put, te su mještani morali predugo pješačiti do župne crkve Uznesenja Blažene Djevice Marije.

## Povijest
Povijest filijalne kapele sv. Terezije Avilske započinje 1972. godine. U početku se je liturgija odžavala u kući na adresi Jazbina 41. Nakon što je u II. Jazbinskom odvojku br. 2 kupljena kuća, od 1974. misna se slavlja održavaju na lokaciji na kojoj se kapela nalazi i danas.
Kapela je malena, a u dvorišnom prostoru crkve nalazi se park koji je mjesto okupljanja male djece zajedno sa njihovim roditeljima.

## Galerija
- Kapela i dvorišni prostor ispred nje